# Faludi Károly
Faludi Károly (Faludy Károly) (Arad, 1872. február 11. – Arad, 1974. február 10.) színész, énekes, díszletfestő, amatőr repülőszerkesztő. Fia, Faludy László (1911–2000) magyar színész volt.

## Életpályája
Nem tanult színészetet; bádogosinas volt. 1891-ben a budapesti Hőköm Színháznál kezdte el pályáját díszletfestőként; itt fedezték fel színészi és énekesi tehetségét. 1893–1899 között a Pécsi Nemzeti Színház segédszínésze volt. 1900–1901 között szerződött Kassára Szendrey Mihályhoz. 1901–1902 között Pozsonyban és Sopronban játszott. 1903–1905 között Sopronban és Fiumében volt látható. 1905–1909 között Aradon lett énekes-színész. 1908-ban légijármű szerkesztésével, építésével kezdett foglalkozni. 1909–1911 között ismét Pécsett működött. 1911–1912 között Temesváron és Budán játszott. 1912–1914 között Győrben lépett fel. 1914-ben a budapesti Népoperához szerződött. Harcolt az első világháborúban (1914–1918); ezután visszatért Aradra. 1925-ben nyugdíjba vonult. 1948-ban az üzemek, gyárak műkedvelő színjátszóit segítette és saját bábszínházával járta az erdélyi magyar iskolákat, óvodákat.
A színészet mellett díszlettervezéssel, festéssel is foglalkozott, majd műkedvelő csoportokat vezetett a nyugdíjazása után is. Több repülőgépet épített. Kiemelkedő volt az aviatika érdekében végzett népszerűsítő tevékenysége. Erdélyben telepedett le. 100. születésnapját az aradi színházban ünnepelték.

## Színházi szerepei
- Huszka Jenő: Gül baba – Mujkó
- Strauss: Cigánybáró – Zsupán
- Strauss: Denevér – Forsch
- Verdi: A trubadúr – Manrico
- Kacsóh Pongrác: János vitéz – János vitéz